# Der rote Kreis
Der rote Kreis (El círculo rojo en España, El círculo de la muerte en Hispanoamérica) es una película policíaca alemana de 1960 dirigida por Jürgen Roland y protagonizada por Renate Ewert,  Klausjürgen Wussow y Karl-Georg Saebisch.
La película está basada en la novela de Edgar Wallaca llamada The Crimson Circle, que fue publicada en 1922. También cabe destacar, que es la cuarta película que se hizo de la novela, la cual también fue la más exitosa. La primera película se hizo en 1922, la segunda en 1929 y la tercera en 1940. Finalmente hay que mencionar también, que es la segunda película de novelas de Edgar Walace alemanas que se hizo.

## Argumento
En la prisión de Toulouse está a punto de ejecutarse una sentencia de muerte. Sin embargo la torpeza del verdugo, al dejar un clavo en la guillotina, salva la vida del reo.
Once años más tarde, una ola de chantajes asola la ciudad de Londres: ciudadanos de buena posición económica reciben una carta de extorsión en la que aparece impreso un círculo rojo. Todos los que no ceden al chantaje o avisan a la policía son asesinados a sangre fría, y siempre, junto a cada una de las víctimas, se encuentra un trozo de papel con un círculo rojo impreso.
El inspector Parr de Scotland Yard y un célebre detective privado, Derrick Yale, unen sus esfuerzos en la investigación policial. Los crímenes siguen, pero poco a poco, gracias a su trabajo, las sospechas se van concentrando en un número reducido de personajes.

## Reparto
| Actor                  | Personaje            |
| ---------------------- | -------------------- |
| Renate Ewert           | Thalia Drummond      |
| Klausjürgen Wussow     | Derrick Yale         |
| Karl-Georg Saebisch    | Inspector Parr       |
| Thomas Alder           | Jack Beardmore       |
| Ernst Fritz Fürbringer | Sir Archibald Morton |
| Erica Beer             | Sra. Carlyle         |
| Fritz Rasp             | Sargento Haggett     |
| Eddi Arent             | Froyant              |
| Edith Mill             | Lady Doringham       |
| Ulrich Beiger          | Osborne              |

## Producción

### Desarrollo
Cuando se estrenó en los cines Der Frosch mit der Maske (1959), la película policial se convirtió en un éxito de taquilla tan grande, que los productores empezaron a trabajar entonces en otra película basada en una novela de Edgar Wallace apenas dos meses después de su estreno con un presupuesto de 600 000 DM. Como ya se habían conseguido de Penélope Wallace los derechos de dos de sus novelas, eso no resultó ningún problema.

### Rodaje
De esa manera, en noviembre de 1959, las cámaras empezaron a rodar la segunda película de Edgar Wallace, esta vez con un nuevo director y un nuevo reparto principal. Al principio se pensó hacer las grabaciones exteriores en Gotinga y en Hamburgo, pero al final se decidió filmar otra vez la película en Dinamarca y allí sobre todo en Copenhague. Para las grabaciones de Londres se utilizaron las grabaciones que ya se hicieron en la película anterior a esta. Una vez terminado, se estrenó la película en Stuttgart el 2 de marzo de 1960.

## Recepción
1,9 millones de personas visitaron en los cines de Alemania Occidental el largometraje. Se convirtió así en una claro éxito de taquilla, que además fue muy rentable aunque no fue un éxito tan claro como la película anterior de esta serie de películas. Estos dos grandes éxitos consecutivos convencieron entonces a los productores a volver a Londres para conseguir los derechos de las otras novelas de Edgar Wallace, que luego, una vez conseguidos, se filmaron en Alemania Occidental.
Hoy en día la obra cinematográfica ha sido valorada en portales cinematográficos. En IMDb, por ejemplo, con 762 votos registrados en ese portal, la película obtiene una media ponderada de 6,2 sobre 10. En cuanto a La Vanguardia, el 57 % de los usuarios registrados en ese periódico le dan al largometraje una valoración positiva.